# ランディ・モス
ランディ・モス(Randall Gene Moss, 1977年2月13日 - )は、アメリカ・ウェストバージニア州ランド出身のアメリカンフットボール選手。NFLの5チームで14シーズンプレーした。ポジションはワイドレシーバー（WR）。2010年までの13シーズンで10回1000ヤード以上のレシーブを記録している リーグを代表するレシーバーの1人であった。兄のエリック・モスもアメリカンフットボール選手で1999年にNFLヨーロッパでプレーしている。

## 経歴

### プロ入りまで
ウェストバージニア州ベルの高校に進学した彼はアメリカンフットボール以外にバスケットボール、野球、陸上競技などで好成績をあげた。アメリカンフットボールでは1992年、1993年と2年連続で州のチャンピオンとなった。彼はワイドレシーバーとしてだけでなくディフェンシブバック、リターナー、プレースキッカー、パンターも務めた。1994年に彼は州の最優秀選手に選出された。バスケットボールでも後にNBAでスター選手となるジェイソン・ウィリアムスとチームメートだった 彼は1993年、1994年に州の最優秀選手に選ばれた。陸上競技では1992年に100m、200mで州のチャンピオンとなった。野球では中堅手を務めた。1995年3月23日、彼の友人の机に"ALL NIGGERS MUST DIE"（黒人は全て死ななければならない。）と書いた白人学生に暴行を加えて起訴された。同年8月31日、彼は暴行罪により30日間の禁錮となった。3日間の刑期を勤めた後、いったん釈放され残りの27日間は18ヶ月以内に務めることとなった。
彼の夢はノートルダム大学か兄のエリックがオフェシブタックルとしてプレーしているオハイオ州立大学でアメリカンフットボールを行うことであった。当時のノートルダム大学ヘッドコーチのルー・ホルツからはこれまで私が見た高校生アスリートの中で最高の選手の1人であると評価された。しかし前述の暴行を起こした結果、彼はノートルダム大学からの奨学金を受けることができなくなり問題児の扱いには実績のあったボビー・ボウデンのいるフロリダ州立大学に進学することとなった。フロリダ州立大学のボビー・ボウデンからは運動能力はディオン・サンダースと同程度であり、彼よりサイズがあると評価された。
いったんはノートルダム大学の受け入れが決まっていた彼はNCAAから転校生同様の扱いを受け、1年目の1995年を彼は練習生として過ごした。彼は大学入学後40ヤードダッシュで4.25秒（彼より早かったのはディオン・サンダースの4.23秒のみ）の成績を残した。しかし1996年4月にマリファナの使用 により服役、フロリダ州立大学を去ることとなりマーシャル大学に転校した。
1996年、チームメートに "The Freak" と呼ばれた 彼は12シーズン前の1984年にジェリー・ライスがミシシッピ・バレー州立大学で記録したNCAA記録に並ぶ28タッチダウンをあげて、NCAAディビジョンI-AAチャンピオンシップゲームのモンタナ大学戦では4タッチダウンレシーブをあげて優勝に貢献し、I-AAのオールアメリカンに選出された。サザン・カンファレンスの陸上競技大会では55mで6秒32、200mでカンファレンス記録から0秒02遅れの21秒15を記録した。なおこの年彼は現在4人の子供をその間にもうけているガールフレンドとの喧嘩で2人とも起訴された。
チームがディビジョンI-Aに昇格した1997年にはチャド・ペニントンのペアで彼は1989年にヒューストン大学のマニー・ハザードが作った記録を更新するNCAAディビジョンI-A記録となる25タッチダウンをあげてミッドアメリカン・カンファレンスで優勝、ビレトニコフ賞を獲得、ハイズマン賞の投票でもライアン・リーフ、ペイトン・マニング、チャールズ・ウッドソンに次いで4位、マックスウェル賞の投票でも4位となった。この年の初戦、陸軍士官学校との試合で彼は5回のキャッチで186ヤードを獲得、2タッチダウンをあげた。最初のタッチダウンはペニントンがサイドライン際に投げ捨てようとしたパスを40ヤードライン付近でキャッチした彼は最後50ヤード独走して得点をあげた。2回目のタッチダウンは第3ダウンからのスクリーンパスを受けてキャリア最長となる90ヤードのタッチダウンであった。翌週のケント州立大学戦では自身3度目となる200ヤードを超えるレシーブ獲得を果たした。さらに2週間後のボール州立大学戦では13回のキャッチで205ヤードを獲得、大学記録となる5タッチダウンをあげた。
ミシシッピ大学とのモーターシティーボウルでは最初の攻撃シリーズに80ヤードのタッチダウンレシーブをあげて7-7の同点に追いついた。当時NCAAではボウルゲームの記録はシーズン記録には含まないこととなっていたため、シーズン26個目のタッチダウンは記録上はシーズン記録に含まれないものとなった。試合は接戦のまま第4Q残り31秒にデュース・マカリスターが1ヤードのタッチダウンをあげてミシシッピ大学が34-31とリードした。試合最後のプレーでペニントンからモスへ40ヤードのパスが投じられたが逆転TDをあげることはできなかった。この試合で彼は6回のキャッチで173ヤードを獲得した。彼はマーシャル大学での2シーズンに28試合出場したがすべての試合でタッチダウンをあげた。

### ミネソタ・バイキングス
1998年のNFLドラフトで1巡目上位で指名されることが期待されていたが、全体21番目でようやくミネソタ・バイキングスに指名された。これまでの素行の悪さが影響して彼の活躍に対して低い指名順位であった。彼の指名を回避したチームの中にダラス・カウボーイズがあった。彼はカウボーイズのファンとして育ち、同チームでプレーすることを望んでいた。カウボーイズはアルビン・ハーパーが退団した後のワイドレシーバーのタレントが不足していたが 彼のそれまでの行状からジェリー・ジョーンズオーナーは彼の指名に同意することなくカウボーイズは彼を指名しなかった。彼の指名が回避された理由としてカウボーイズのエースWRであるマイケル・アービンは自身のフィールド外でのトラブルがモスの指名をカウボーイズが避けることになったと謝罪している。モスを指名しなかったカウボーイズは手痛いしっぺ返しを食うこととなった。バイキングス在籍中の2004年まで5試合、オークランド・レイダースに移籍した2005年の1試合とカウボーイズ相手の6試合で20回のキャッチで675ヤードを獲得、10タッチダウンをあげることになる。
ドラフト指名後、彼はバイキングスと4年間450万ドル、出来高払いで最大400万ドルの契約を結んだ。
1年目の1998年は69回のキャッチでNFL3位の1,313ヤード（平均19ヤード）で リーグトップ、そして新人記録となる17タッチダウンをあげる大活躍を見せて、その年のNFCのオフェンスルーキープレイヤー・オブ・ザ・イヤーを受賞した。開幕戦のタンパベイ・バッカニアーズ戦でブラッド・ジョンソンから11ヤードのパスをキャッチしたのを皮切りに4回のキャッチで95ヤードを獲得、2タッチダウンをあげて31-7の勝利に貢献した。第5週、敵地ランボー・フィールドでのグリーンベイ・パッカーズとのマンデーナイトフットボールでは5回のキャッチで190ヤードを獲得、52ヤードと44ヤードの2本のタッチダウンを決めた他にも46ヤード、41ヤードのロングゲイン、オフェンスのホールディングの反則による取り消しがなければ75ヤードのタッチダウンも決めていたところであった。全米に中継された感謝祭の日のダラス・カウボーイズ戦では3タッチダウン（いずれも50ヤード以上）をあげる活躍を見せた。またエルロイ・ハーシュ以来となる40ヤード以上のタッチダウンレシーブを10回、50ヤード以上のレシーブ、50ヤード以上のタッチダウンレシーブ5回のNFLタイ記録を達成した。
チームはモスの活躍などで、この年、NFLトップの556得点（1試合あたり34.8得点）をあげてNFL最高の15勝1敗でシーズンを終えたが、アトランタ・ファルコンズとのNFCチャンピオンシップゲームでオーバータイムの末、27-30で敗れ第33回スーパーボウル出場は逃した。翌年行われたプロボウルではMVPを受賞している。
バイキングスでは1998年、1999年、2000年、2002年、2003年とプロボウルに選出されている。
1999年11月14日にソルジャー・フィールドで行われたシカゴ・ベアーズ戦では自己最高の12回のキャッチで204ヤードを獲得し27-24でのオーバータイムでの勝利に貢献した。この年先発QBがランドール・カニンガムとジェフ・ジョージで定まらない中、彼は80回のキャッチで1,143ヤードを獲得、11タッチダウンをあげ 2年連続でプロボウルに選ばれた。ワイルドカードプレーオフのダラス・カウボーイズ戦でも5回のキャッチで127ヤードを獲得、1タッチダウンをあげて27-10での勝利に貢献した。ディビジョナルプレーオフのセントルイス・ラムズ戦では9回のキャッチで188ヤードを獲得、2タッチダウンをあげたがチームは37-49で敗れた。その一方でオフィシャルへの暴行、ウォーターボトルの中身をぶちまけて、NFLから2度の罰金を命じられた。
2000年には新人QBのダンテ・カルペッパーがエースQBとなったが77回のキャッチで1,437ヤードを獲得、15タッチダウンをあげた。なおこの年オフィシャルへの暴行でNFLから罰金を受けている。チームはこの年もNFCチャンピオンシップゲームに出場したがニューヨーク・ジャイアンツに0-41と惨敗し、彼はチーム批判を行った。この年も彼はプロボウルに選出されている。シーズン終了後、翌2001年シーズンが契約最終年の彼は350万ドルの年俸を受け取る予定となっていたが、彼とその代理人は契約の見直し交渉を行いNFL史上最高額での契約を求めた。彼の代理人はこれまでクォーターバックが史上最高額の契約を獲得してきた慣例を改めるべきだと主張した。7月のトレーニングキャンプが始まる直前、レッド・マコームズオーナーと彼は8年間7500万ドルの契約延長を果たした。この契約には1000万ドルのサインボーナスが含まれ800万ドルが保障された。
2001年、彼は82回のキャッチで1,233ヤードを獲得、10タッチダウンをあげたがプロボウル出場をプロ入り後初めて逃し、チームは5勝11敗に終わった。この年のプレシーズンのエキシビションでのドレスコード違反で3万ドルの罰金を受けた。
2002年1月10日、チームは前年シーズン途中にデニス・グリーンに代わって暫定ヘッドコーチを務めていたマイク・タイスを新ヘッドコーチとして迎えた。タイスコーチは前年まで以上にモスをターゲットにしたプレーを増やしパスの40％ほどがモスをターゲットにしたプレーとなった。彼はNFL3位の106回のキャッチでNFL2位の1,347ヤードを獲得し7タッチダウンをあげて4回目のプロボウルに選出されたが彼へのパスが40％以上を占めたゲームでは4勝1敗だったものの、そうでないゲームでチームは1勝10敗であった。このチーム戦略はバイキングスWRクリス・ウォルシュによって「ジョーダン・ルール」に倣い「ランディ・ルール」と名づけられた。9月24日にミネアポリスで婦人警官の制止を聞かずに彼の前方に立ちふさがった彼女をはねてしまった。彼はその場で逮捕され車内からはマリファナが見つかった。有罪となった彼は1200ドルの罰金と40時間の社会奉仕が命ぜられた。
2003年、彼はNFL2位の111回のキャッチで1,632ヤードを獲得し、NFLトップの17タッチダウンをあげたが最終週のアリゾナ・カージナルス戦で敗れて9勝7敗となりプレーオフを逃した。シーズンオフにマイアミ・ドルフィンズが彼をトレードで獲得しようとしたがバイキングスの条件がドラフト1巡目指名権3つだったため交渉は成立しなかった。
2004年、開幕から5試合で8タッチダウンをあげたが、第6週のニューオーリンズ・セインツ戦でハムストリングを痛めた彼は第7週のテネシー・タイタンズ戦でそれまで続けていた連続パスレシーブ記録は101試合で途絶えた。第8週のニューヨーク・ジャイアンツ戦にも出場したが、主におとりとしての起用であり、その試合もレシーブ0に終わった。その後3試合に欠場し、第12週のジャクソンビル・ジャガーズ戦ではタッチダウンをあげている。この年自己最低の49回のキャッチで767ヤードに終わったものの13タッチダウンをあげている。しかし最終週のワシントン・レッドスキンズ戦で試合時間が残り2秒残っていた時点でフィールドを去りロッカールームに戻ったことが批判された。このことについて彼は後日バイキングスがオンサイドキックをリカバーしたとは考えなかったと述べている。
バイキングスではクリス・カーターに次ぐ574回のキャッチ、90タッチダウンをあげた。

### オークランド・レイダース
2005年3月、7シーズンを過ごしたバイキングスからLBナポレオン・ハリス及びドラフト1巡目（トロイ・ウィリアムソンが指名された。）、7巡目指名権と引き換えにオークランド・レイダースに移籍した。
2005年は60回のキャッチで1,005ヤードを獲得、8タッチダウンの成績を残した。

### ニューイングランド・ペイトリオッツ
2シーズン満足のいく結果を残せず ドラフト4巡目指名権と引き替えに2007年4月29日、ニューイングランド・ペイトリオッツに移籍した。この年ニューヨーク・ジェッツとの開幕戦では9回のキャッチで181ヤードを獲得、51ヤードのタッチダウンをあげた。また11月18日のバッファロー・ビルズ戦では前半だけで4タッチダウンレシーブをあげる活躍を見せた。最終週のニューヨーク・ジャイアンツ戦ではジェリー・ライスの持つシーズン最多タッチダウンパス捕球記録22を更新する23本のTDパスを捕球する新記録を達成し（このプレーはトム・ブレイディもペイトン・マニングのシーズン記録を更新するシーズン50個目のTDパスであった。） 再びプロボウルに選出された。この年彼はチーム歴代3位の98回のキャッチ（同じ年のウェス・ウェルカーの112回、2001年のトロイ・ブラウンの101回に次ぐ）、チーム記録となる1,493ヤードを獲得した。彼の活躍もありチームは1972年のマイアミ・ドルフィンズ以来となるレギュラーシーズン16戦全勝し（1972年は14試合制）チームは第42回スーパーボウル出場を果たしニューヨーク・ジャイアンツと対戦した。スーパーボウルでは第4Qにタッチダウンをあげたが、チームは逆転負けを喫し、スーパーボウルリング獲得はならなかった。
2008年3月3日、ペイトリオッツと3年契約で2700万ドルの再契約を結んだ。同年、シーズン中にレイダースオーナーのアル・デービスはモスの移籍に際してビル・ベリチックペイトリオッツヘッドコーチによりタンパリングが行われたと発言したがベリチックはこれを否定した。2010年1月31日に発表されたNFL2000年代オールディケイドチームに選出されている。
2009年、開幕週のバッファロー・ビルズ戦では自己ベストの12回のキャッチで141ヤードを獲得、25-24の勝利に貢献した。10月11日のデンバー・ブロンコス戦では試合終了直前にディフェンスとして起用されインターセプトをあげた。第6週のテネシー・タイタンズ戦では3タッチダウンをあげた。第9週のマイアミ・ドルフィンズ戦でNFL歴代2位タイの140個目のタッチダウンをあげた。第10週のサンデーナイトゲームでは、ＮＦＬ11人目となる900レシーブ、7人目となる14,000ヤード獲得の記録を達成した。この年83回のキャッチで1,264ヤードを獲得、13タッチダウンをあげた彼はチームメートのウェス・ウェルカーの代わりにプロボウルに選ばれた。
ペイトリオッツとは2010年で契約が満了することになっていたが再契約に向けたチームとの交渉がなされないことに不満をもらしていた。
2007年から2009年まで3シーズン連続でレシーブで1,000ヤード以上を獲得し2桁タッチダウンをあげ、52試合で259回のレシーブ、3904ヤードを獲得し50タッチダウンをあげた。

### ミネソタ・バイキングスへの復帰
2010年10月6日、ペイトリオッツの2012年のドラフト7巡目指名権と共に、2011年のドラフト3巡目指名権との引き換えでミネソタ・バイキングスにトレードされた。最初の試合でブレット・ファーヴの通算500個目のタッチダウンパスを受けた しかし4試合出場した後、バイキングスがペイトリオッツに敗れた翌日の11月1日チームの人事権を持つブラッド・チルドレスヘッドコーチによりウェーバーにかけられケニー・ブリットが負傷しているテネシー・タイタンズに移籍した。

### テネシー・タイタンズ
タイタンズに加入した最初の試合で彼は1回のキャッチに終わった。この年3チームを渡り歩いた彼は28回のレシーブで393ヤード獲得にとどまっている。2011年8月1日、代理人を通して現役引退を決意したことを表明した。

### サンフランシスコ・フォーティナイナーズ
2012年、引退を撤回し、現役復帰を目指すことを表明した。同年3月12日、サンフランシスコ・フォーティナイナーズと1年契約を結んだ。9月9日の試合でキャリア154回目のTDレシーブをあげて、テレル・オーウェンスを抜いて、ジェリー・ライスに次いでNFL歴代2位となった。このシーズン、ナイナーズは第47回スーパーボウルに進出した。スーパーボウルウィークに、モスは、「数字がすべてではなく、フィールド上でどれだけのインパクトをもたらせたかが重要」と言い、自身を史上最高のWRであると発言した。ジェリー・ライスを差し置いたこの発言は、ナイナーズのOBに不快感を与え、スーパーボウルの第2Q、エド・リードがインターセプトしたプレーで、ボールは高すぎたが、モスがボールに食らいつこうとしなかったことについて、ビル・ロマノウスキー、ドワイト・クラークは、ワニの腕（alligator armed it = 腕を伸ばさなかった。）などと批判した。
2013年8月、FOXスポーツのアナリストに採用された。2012年までに残した記録はNFL9位の982レシーブ、歴代3位の15,292ヤード、歴代2位の156TD。

## 主な記録

### NFL記録
- シーズンTDレシーブ 23回（2007年）
- 新人シーズンTDレシーブ 17回（1998年）[6]
- 17回以上のTDレシーブをあげたシーズン 3回（1998年、2003年、2007年）
- 16回以上のTDレシーブをあげたシーズン 3回（1998年、2003年、2007年）
- 11回以上のTDレシーブをあげたシーズン 8回（ジェリー・ライスとタイ記録）
- 10回以上のTDレシーブをあげたシーズン 9回（ジェリー・ライスとタイ記録）
- 2TDレシーブ以上を1シーズンであげた試合数 8試合（2007年）
- 1シーズンに1600ヤード以上を獲得し16タッチダウンレシーブ（2003年）
- プロボウルでのレシーブ最多獲得ヤード 212ヤード（2000年）
- 新チーム加入後、最初の10試合であげたタッチダウンレシーブ 16回（2007年）
- 新チーム加入後、100ヤード以上獲得した試合数 4試合（2007年）
- デビュー後レシーブで1200ヤード以上獲得したシーズン 6シーズン（1998年-2003年）
- 1シーズンで出場試合数以上のTDレシーブをあげたシーズン 4シーズン（1998年、2003年、2004年、2007年）
- 5000ヤードレシーブを達成した試合数 59試合目で最速（それまでの記録はジェリー・ライスによる61試合目）[8]
- 最年少での100タッチダウンレシーブ達成 29歳と235日
- 最年少での120タッチダウンレシーブ達成 30歳と313日
- 最年少での1試合3タッチダウンレシーブ 21歳と286日

### その他
- ミネソタ・バイキングスでのタッチダウンレシーブ歴代2位 92回でクリス・カーターの110回に次ぐ。
- ミネソタ・バイキングスでのチーム記録のプレーオフタッチダウンレシーブ 8回
- ミネソタ・バイキングスでのレシーブで100ヤード以上獲得した試合数 歴代トップの41回
- 100タッチダウンパスレシーブ 史上7人目。
- 1000ヤード以上レシーブしたシーズン 10シーズンで歴代2位
- 100ヤード以上レシーブした試合数 2009年11月15日まででNFL歴代2位の64回
- 154タッチダウン、NFL歴代4位
- レシーブ獲得で14,778ヤード、NFL歴代6位
- レシーブ948回、NFL歴代10位
- 3タッチダウン以上を9回記録しておりいずれの試合も勝利している。
- NCAAディビジョン1A記録となるシーズン12試合でタッチダウンレシーブ（1997年）[54]

## プレースタイル
サイズ、優れたボディコントロール、スプリンターとしてのスピードとワイドレシーバーに必要な全ての資質を備えたスーパープレーヤーであり、ロングパスを捕球する能力に秀でている。その高い身長を生かしたキャッチはあらゆるコーナーバックとの競り合いに勝ち、時にはダブルカバー、トリプルカバーをも物ともしないキャッチを見せる。大学時代に陸上競技も兼任しており40ヤードを4秒25で駆け抜けるスピード、垂直跳びでは最盛期には51インチ（130 cm）の跳躍力を持っていた。
ダラス・カウボーイズのディフェンスコーディネーターであったマイク・ジマーはジェリー・ライスよりスピード、サイズがあり彼は史上最高のWRだと評した。
バイキングスで同僚だったネイト・バールソンは2012年に同僚のカルビン・ジョンソンとともに傑出したフィジカル、高いフットボールIQ、ずば抜けた捕球力を持っていると評価している。
その一方で大学時代からプレーで全力を出し切っておらず怠慢だという批判を浴びてきたが、2009年シーズンにはプレイにムラがあることが複数の選手などから指摘されている。
2009年12月13日のカロライナ・パンサーズ戦で1回のレシーブ16ヤードに抑えられた試合後、相手CBのクリス・ギャンブル、Sクリス・ハリスはモスがプレーをあきらめる場面が多かったと批判した。一方このことに関してペイトリオッツヘッドコーチのビル・ベリチック、QBトム・ブレイディは反論している ペイトリオッツの同地区ライバルであるニューヨーク・ジェッツのCBダレル・リーヴィスも彼のプレーにムラがあることを指摘している。
2007年3月には前年に2勝14敗に終わりレイダースから解雇されたトム・ウォルシュによりモスが年を取りすぎたので水曜日、木曜日には練習できないが日曜には試合に出られる（'I'm too old to practice on Wednesday and Thursday, but I'm not too old to play on Sunday.）と述べたと発言している。
2005年1月9日、プレーオフのグリーンベイ・パッカーズ戦でタッチダウンした際にパッカーズファンに対してムーニング（ただし下げたのはユニフォームのみ）を行い NFLから1万ドルの罰金を受けた。これについて当時インディアナポリス・コルツヘッドコーチだったトニー・ダンジー（元バイキングスディフェンスコーディネーター）はモスの行為は相手チームが負けた際、パッカーズファンが行うムーニングを模したものであったと擁護している。
マーシャル大学時代には自分は過去を振り返らない例としてマーシャル大学のフットボールチームが1970年11月14日に飛行機事故に遭ったことを例として出し物議をかもした。
ペイトリオッツの前に所属していたオークランド・レイダースやバイキングスを放出された原因の多くはプロ入り前から見られた彼の素行不良であるとされている。ペイトリオッツ時代にも2009年に練習への遅刻を咎められてヘッドコーチのビル・ベリチックから即時帰宅を命じられたことがある。

## アメリカンフットボール以外の活動
NFLに入団以降、チャリティを積極的に行っており、特に子供たち向けの活動を多く行っている。恵まれない家庭に衣類や食料の寄付を行ったり、ボストン地区の学校にバックパックを配ったりサイン会の開催を行っている。また遊園地やNBA、彼の出場するNFLの試合に子供たちを招待している。
2006年6月、フルーツジュースのフランチャイズを創設したことが報じられた。
NASCARのキャンピング・ワールド・トラック・シリーズに所属チーム、Randy Moss Motorsportsを出場させている。

## 私生活
白人のガールフレンド との間に4人の子供がいる。兄のエリック・モスとはミネソタ・バイキングス時代チームメートだったことがある。父親とは疎遠であるという。